# براندان غلين
براندان غلين (بالإنجليزية: Brendan Glynn)‏ هو سياسي أيرلندي، ولد في 6 يناير 1910، وتوفي في 10 يوليو 1986. في 1954 Irish general election ‏، انتخب نائب دييل عن دائرة Galway South (Dáil constituency) ‏ وقد انضم خلال فترته النيابية ‏ (2 يونيو 1954 – 13 ديسمبر 1956)  للكتلة البرلمانية فاين جايل.